# Lina van der Weyden
Anna-Carolina (Lina) Erica van der Weyden, född 7 februari 1970 i Helsingborg, är en svensk diplomat och ämbetsman. Sedan januari 2024 är Lina van der Weyden Sveriges ambassadör i Irland. Dessförinnan tjänstgjorde hon på Statsrådsberedningen och var under Sveriges ordförandeskap i EU 2023 tillförordnad Europakorrespondent och chef för Europakorrespondentenheten på Utrikesdepartementet.

## Bakgrund
Van der Weyden har tjänstgjort på det svenska Utrikesdepartementet sedan 1995, bland annat som svensk diplomat vid Sveriges OECD-delegation i Paris (1996-99), vid Sveriges Ambassad i Brasilia (1999-2001), tf kanslichef i Utrikesministerns kansli (under utrikesminister Anna Lindh, 2001) och Handelsministerns kansli (under handelsminister Leif Pagrotsky, 2002-03).
År 2003 utsågs van der Weyden till kansliråd och svensk konsul (karriärkonsul) vid Sveriges Generalkonsulat i Los Angeles och arbetade i den rollen fram till hösten 2008. År 2009 förflyttades hon till Sveriges ständiga representation vid de Internationella Organisationerna i Genève med uppgift att under det svenska EU-ordförandeskapet 2009 representera Sverige och EU i FN:s Råd för mänskliga rättigheter, UNHRC. Van der Weyden antogs för tjänstgöring i den Europeiska utrikestjänsten (EEAS, som upprättades genom Lissabonfördraget) och tillförordnades i oktober 2011 som ministerråd och politisk rådgivare vid EU:s delegation till OECD och UNESCO i Paris, där hon var ställföreträdande Permanent Representant för EU i FN-organisationen UNESCO. Mellan 2015 och 2019 arbetade hon i Bryssel som Chef för Transparenssektionen i EEAS, där hon även ansvarade för EEAS representation i EU:s utrikesutskott (AFET) och den höga representanten för utrikes frågor och säkerhetspolitik Federica Mogherinis utrikespolitiska debatter i Europaparlamentet. Under perioden 2019 till 2023 arbetade hon i Utrikesdepartementet på befattningar som rörde Afghanistan och EU-frågor. Under Sveriges första EU-ordförandeskap 2001 var hon föredragande i Utrikesutskottets kansli i Sveriges riksdag och följde statsrådens föredragningar inför EU-nämnden. 
Regeringen utsåg den 7 december 2023 van der Weyden till svensk ambassadör i Irland med placering i Dublin.

## Kuriosa
Som tonåring arbetade van der Weyden på närradiostationen Radio Öresund i Helsingborg där hon (under namnet Linnie Holmström) blev radiostationens första kvinnliga programledare. Sommaren 1994 sände hon sommarprogram från München i Radio Europa, Sveriges Radio P3. 
Under åren i Brasilien var hon ledamot i det verkställande utskottet för Drottning Silvias Mödrahem i Rio de Janeiro.
Hösten 2012 gjorde journalisten Alexandra Pascalidou i tidningen Metro ett personligt porträtt av van der Weyden som ett exempel på genusskillnader när ensamståendes familjeansvar ska förenas med en internationell karriär. 
Van der Weyden är medlem i Sveriges författarförbund. Hon har författat och publicerat "OECD" – utgiven av Utrikespolitiska Institutet 1998, "The Impact of Maastricht on British Political Parties", University of Hertfordshire 1993 och "International Negotiations- in theory and practice", Stockholms Universitet 1996.